# Rafa Kalimann
Rafaella Freitas Ferreira de Castro Matthaus (Campina Verde, 2 de abril de 1993), conhecida profissionalmente como Rafa Kalimann, é uma atriz, apresentadora, comunicadora digital, modelo, empresária e missionária brasileira. Ganhou notoriedade nacional ao participar do reality show Big Brother Brasil 20, no qual foi vice-campeã. Desde então, tem atuado em produções televisivas e projetos sociais.

## Primeiros anos
Nascida em Campina Verde, Minas Gerais em família humilde, Rafa Kalimann mudou-se ainda bebê para Itapagipe, cidade vizinha, onde passou a infância. Durante a adolescência, residiu em diferentes cidades do Triângulo Mineiro. Iniciou a carreira de modelo aos seis anos, participando de concursos locais. Aos 14 anos, mudou-se para São Paulo para estudar teatro e seguir na carreira de modelo. Posteriormente, iniciou o curso de Psicologia, mas optou por dedicar-se à carreira como comunicadora digital.

## Carreira

### 2013–2019: Carreira de modelo, atriz e comunicadora digital
Aos vinte anos, Kalimann já havia conquistado visibilidade nas redes sociais, colaborando com marcas de moda e participando de eventos do setor. Em 2019, fez uma participação na novela A Dona do Pedaço, interpretando a si mesma.

### 2020–21:BBB, carreira de comunicadora digital, apresentadora e atriz
Em 2020, participou do reality show Big Brother Brasil 20, alcançando o segundo lugar; a edição foi a primeira a contar com celebridades compondo o elenco. Após o programa, assinou contrato com a TV Globo, onde apresentou o talk show Casa Kalimann no Globoplay em 2021. No mesmo período, tornou-se embaixadora de marcas como Brahma e lançou sua marca de vestuário, ByRK, além de uma linha de maquiagem em parceria com a Quem Disse, Berenice?.

### 2022–presente: Televisão e cinema
Em 2022, passou a apresentar o programa Bate-Papo BBB e integrou o elenco da série Rensga Hits!, exibida pelo Globoplay. Também atuou no Criança Esperança, no Circuito Sertanejo e no Prêmio Multishow como parte do quadro de apresentadores das atrações. Em 2024, estreou na novela Família é Tudo, da TV Globo, interpretando a personagem Jéssica de Osma. Sua estreia no cinema acontece no filme Uma Babá Gloriosa, com estreia prevista para 2025.

## Vida pessoal
Foi casada com o cantor Rodolffo Matthaus entre 2016 e 2018. Em 2023, iniciou um relacionamento com o ator Allan Souza Lima, com quem terminou no mesmo ano. Posteriormente, assumiu um relacionamento com o cantor Nattan.
Em março de 2024, revelou publicamente que sofreu um aborto espontâneo após descobrir a gravidez durante uma viagem à África. A informação foi compartilhada por meio de uma carta aberta publicada em suas redes sociais.

## Filantropia
Desde 2013, atua como embaixadora da Organização não governamental Missão África, participando de ações sociais na província de Zambézia, em Moçambique. Além disso, é madrinha do projeto cultural Rocinha em Cena, voltado à inclusão social por meio da arte na comunidade da Rocinha, no Rio de Janeiro.
Durante a pandemia de COVID-19, doou o prêmio de R$ 150 mil que recebeu ao conquistar o segundo lugar no Big Brother Brasil 20 para a ONG Ao Vivo Pela Vida, que atua na distribuição de alimentos e itens de higiene para comunidades vulneráveis. Também apoia iniciativas voltadas à preservação ambiental, como o projeto SOS Pantanal.
Em reconhecimento ao seu impacto e contribuição social, foi homenageada em Goiânia, recebendo o título de cidadã goiana concedido pela Assembleia Legislativa de Goiás.

## Filmografia

### Televisão
| Ano           | Título             | Personagem                 | Notas                     |
| ------------- | ------------------ | -------------------------- | ------------------------- |
| 2019          | A Dona do Pedaço   | Ela mesma                  | Episódio: "23 de outubro" |
| 2020          | Big Brother Brasil | Participante (Vice-campeã) | Temporada 20              |
| 2020–presente | Criança Esperança  | Apresentadora              | [ 46 ] [ 47 ]             |
| 2021          | Casa Kalimann      | Apresentadora              | [ 48 ]                    |
| 2022          | Bate-papo BBB      | Apresentadora              | [ 49 ]                    |
| 2022–2025     | Rensga Hits!       | Paloma Lopez               |                           |
| 2023          | Dança dos Famosos  | Participante (3º lugar)    | Temporada 20              |
| 2023–presente | Circuito Sertanejo | Apresentadora              |                           |
| 2024          | Amigas             | Apresentadora              | Especial de fim de ano    |
| 2024          | Família É Tudo     | Jéssica de Osma            |                           |

### Cinema
| Ano  | Título              | Personagem | Notas  |
| ---- | ------------------- | ---------- | ------ |
| 2025 | Uma Babá Gloriosa   | Anna Paula | [ 54 ] |
| -    | Minha Querida Alice | Alice      | [ 55 ] |

### Vídeo musical
| Ano  | Título                              | Artista               | Ref.   | Rede    |
| ---- | ----------------------------------- | --------------------- | ------ | ------- |
| 2014 | "O Grande Dia"                      | Israel & Rodolffo     |        | Youtube |
| 2017 | "O Carro da Pamonha"                | Israel & Rodolffo     |        | Youtube |
| 2018 | "Agradecer"                         | JetLag Music          | [ 56 ] | Youtube |
| 2019 | "Vontade de Não Prestar"            | João Neto & Frederico |        | Youtube |
| 2019 | "Céu da Sua Boca"                   | PH e Michel           |        | Youtube |
| 2020 | "Jessica"                           | Léo Chaves            | [ 57 ] | Youtube |
| 2020 | "A Começar em Mim (Haja Mais Amor)" | Vocal Livre           | [ 58 ] | Youtube |
| 2021 | "Deus Caprichou"                    | Daniel Caon           |        | Youtube |

### Internet
| Ano             | Título                                             | Notas         | Ref.   | Rede                |
| --------------- | -------------------------------------------------- | ------------- | ------ | ------------------- |
| 2020 - presente | Canal Rafa Kalimann                                | Apresentadora | [ 59 ] | YouTube             |
| 2020            | Live Israel & Rodolffo                             | Apresentadora | [ 60 ] | YouTube             |
| 2020            | Live Naiara Azevedo                                | Apresentadora | [ 61 ] | YouTube             |
| 2020            | Live Bruno & Marrone                               | Apresentadora | [ 62 ] | YouTube             |
| 2020            | Menos30 Fest                                       | Apresentadora | [ 63 ] | YouTube             |
| 2020 - 2022     | Arena Brahma                                       | Apresentadora | [ 64 ] | Instagram / Youtube |
| 2021 - 2022     | Brasil Business Conference                         | Apresentadora | [ 65 ] |                     |
| 2022            | 29° Congresso Brasileiro de Radiofusão da TV Globo | Apresentadora | [ 66 ] | Youtube             |
| 2022            | Gramado Summit                                     | Apresentadora | [ 67 ] | Youtube             |
| 2022            | Universa Talks                                     | Apresentadora | [ 68 ] | Youtube             |
| 2022            | Ahead!                                             | Apresentadora | [ 69 ] | Youtube             |
| 2023            | TedX SP                                            | Apresentadora | [ 70 ] | Youtube             |
| 2023            | Prêmio Geração Glamour                             | Apresentadora | [ 71 ] | Youtube             |
| 2024            | À la Kalimann                                      | Apresentadora | [ 72 ] | Youtube             |

## Prêmios, títulos e indicações
| Ano  | Prêmio                              | Categoria                                        | Indicação             | Resultado |
| ---- | ----------------------------------- | ------------------------------------------------ | --------------------- | --------- |
| 2017 | Prêmio Megha Profissionais do Ano   | Digital Influencer                               | Ela mesma             | Venceu    |
| 2018 | Título ALEGO                        | Cidadã Goiana                                    | Ela mesma             | Venceu    |
| 2020 | Série em Cena Awards                | Melhor Participante de Reality Show              | Big Brother Brasil 20 | Indicada  |
| 2020 | Prêmio Notícias da TV 2020          | Influenciador Digital                            | Ela mesma             | Indicada  |
| 2020 | Prêmio Tudo Information Awards 2020 | Instagram do Ano                                 | Ela mesma             | Venceu    |
| 2020 | Prêmio Tudo Information Awards 2020 | Estrela de Reality Show                          | Ela mesma             | Indicada  |
| 2020 | Prêmio Jovem Brasileiro             | Melhor TikToker                                  | Ela mesma             | Indicada  |
| 2020 | Prêmio Jovem Brasileiro             | Melhor Dancinha do TikTok                        | Ela mesma             | Indicada  |
| 2020 | Prêmio Jovem Brasileiro             | Melhor Instagram de Todos os Tempos              | Ela mesma             | Venceu    |
| 2020 | Prêmio Jovem Brasileiro             | Melhor Shipper (com Gizelly Bicalho)             | Girafa                | Indicada  |
| 2020 | MTV Millennial Awards               | Meme de Quarentena - "Não sinto verdade em você" | Big Brother Brasil 20 | Venceu    |
| 2020 | People's Choice Awards              | Influencer Brasileiro do Ano                     | Ela mesma             | Indicada  |
| 2020 | Prêmio Contigo! de TV               | Influencer do Ano                                | Ela mesma             | Indicada  |
| 2020 | Prêmio F5                           | Mulher Mais Sexy                                 | Ela mesma             | Venceu    |
| 2020 | Prêmio Área VIP                     | Melhor Influencer Digital                        | Ela mesma             | Indicada  |
| 2020 | BreakTudo Awards 2020               | TikToker Nacional                                | Ela mesma             | Indicada  |
| 2020 | BreakTudo Awards 2020               | Instagrammer do Ano                              | Ela mesma             | Venceu    |
| 2020 | BreakTudo Awards 2020               | Melhor Reality Star                              | Ela mesma             | Indicada  |
| 2020 | Capricho Awards                     | Inspiração de Estilo                             | Ela mesma             | Indicada  |
| 2020 | Capricho Awards                     | Melhores Amigas                                  | Rafa + Manu Gavassi   | Indicada  |
| 2020 | Prêmio TodaTeen                     | Amizade do Ano                                   | Rafa + Manu Gavassi   | Indicada  |
| 2020 | Prêmio TodaTeen                     | Meme do Ano                                      | Big Brother Brasil 20 | Indicada  |
| 2021 | Séries em Cena Awards               | Influencer do Ano                                | Ela mesma             | Venceu    |
| 2021 | BreakTudo Awards 2021               | Personalidade da Internet                        | Ela mesma             | Indicada  |
| 2021 | Prêmio Tudo Information Awards 2021 | Instagram do Ano                                 | Ela mesma             | Venceu    |
| 2022 | Prêmio iBest                        | Influenciador Minas Gerais                       | Ela mesma             | Venceu    |
| 2022 | Prêmio Geração Glamour 2022         | Potência nas Redes                               | Ela mesma             | Venceu    |
| 2022 | Prêmio Gshow Retrô                  | Casal do Ano                                     | Rafa + José Loreto    | Indicada  |
| 2022 | Prêmio Contigo! de TV 2022          | Casal do Ano                                     | Rafa + José Loreto    | Indicada  |
| 2023 | Séries em Cena Awards               | Estrela em Reality ou Competição                 | Ela mesma             | Indicada  |
| 2023 | Prêmio Ibest                        | Comportamento                                    | Ela mesma             | Venceu    |
| 2023 | Prêmio Ibest                        | Influenciador Minas Gerais                       | Ela mesma             | Indicada  |
| 2024 | Prêmio Área VIP                     | Melhor Revelação da Mídia                        | Família É Tudo        | Pendente  |